# 沼野雄司
沼野 雄司（ぬまの ゆうじ、1965年10月19日 - ）は、日本の音楽学者、現代音楽研究家。

## 経歴
東京都生まれ。武蔵野音楽大学音楽学部音楽学専攻卒業後、東京芸術大学大学院音楽研究科音楽学専攻に進み、船山隆に師事。博士（音楽学）。1999年より永く東京音楽大学で教鞭をとっており、講義を提供してきたが、近年異動した。現在桐朋学園大学教授（音楽学）。サントリー音楽賞選考委員などを務める。『エドガー・ヴァレーズ 孤独な射手の肖像』で第29回吉田秀和賞受賞。

## 出演番組
- クラシックサロン（NHK-FM）

## 著作

### 単著
- 『リゲティ、ベリオ、ブーレーズ 前衛の終焉と現代音楽のゆくえ』音楽之友社、2005年
- 『ファンダメンタルな楽曲分析入門』音楽之友社、2017年
- 『エドガー・ヴァレーズ 孤独な射手の肖像』春秋社、2019年
- 『現代音楽史』中公新書、2021年
- 『音楽学への招待』春秋社、2022年

### 共著
- 『光の雅歌 西村朗の音楽』（西村朗と共著）春秋社 2005年

### その他
- CiNii 著書
- CiNii 著作論文